# Clive Cussler
Clive Eric Cussler (Aurora, 15 de julho de 1931 – 24 de fevereiro de 2020) foi um escritor americano de romance de aventura e um arqueólogo marinho amador. Diversos livros foram publicados em língua portuguesa, além de ter tido o livro Sahara adaptado para o cinema em 2005 com o mesmo nome. Alcançou a lista de best-sellers do The New York Times mais de vinte vezes.

## Biografia
Cussler nasceu em Aurora, no Illinois, e cresceu em Alhambra, na Califórnia. Por dois anos estudou no Pasadena City College e depois alistou-se na Força Aérea durante a Guerra da Coreia. Aí ascendeu a sargento e trabalhou como mecânico e engenheiro de voo para o Serviço de Transporte Aéreo Militar.
Cussler casou-se com Barbara Knight em 1955, ficando viúvo em 2003. Tiveram três filhos — Teri, Dirk e Dayna, que lhes deram quatro netos.
Após a sua dispensa do serviço militar, Cussler trabalhou na indústria da publicidade, primeiro como redator de material publicitário e logo a seguir como diretor criativo para duas das agências de publicidade mais importantes dos Estados Unidos. Como parte da sua tarefa Cussler produziu anúncios para a rádio e televisão, muitos dos quais obtiveram prémios internacionais, incluindo um prémio no Festival de Publicidade de Cannes.
Cussler colaborou com o Clube de Exploradores de Nova Iorque, da Real Sociedade Geográfica em Londres e da Sociedade Americana de Oceanógrafos.

### Carreira literária
Na sequência da publicação em 1996 da sua primeira obra de não ficção The Sea Hunters, Cussler graduou-se como Doutor de Letras em 1997, outorgado pelo Conselho da State University of New York Maritime College, que aceitou o seu livro ao invés de uma tese de doutoramento Ph.D.. Foi a primeira vez, em 123 anos de história da faculdade, que se concedeu um doutoramento desta forma.
Clive foi autor de mais de cinquenta livros, incluindo 22 romances com o herói Dirk Pitt, dez aventuras da série NUMA Files e nove títulos da série Oregon Files.

### Morte
Cussler morreu em sua casa em Paradise Valley, Arizona, em 24 de Fevereiro de 2020, com 88 anos de causas não reveladas.

## Adaptações cinematográficas

### Raise the Titanic
O primeiro filme baseado em um romance de Clive Cussler foi Raise the Titanic (1980), estrelado por Richard Jordan como Dirk Pitt, Jason Robards como Almirante James Sandecker, David Selby como Dr. Gene Seagram, Anne Archer como Dana Seagram.

### Sahara
A Paramount Pictures lançou o filme em 8 de abril de 2005, estrelado por Matthew McConaughey como Dirk Pitt, Steve Zahn como Al Giordino, William H. Macy como Almirante Sandecker e Penélope Cruz como Eva Rojas. Ele arrecadou US$ 122 milhões e teve US$ 241 milhões em despesas de produção e distribuição.

#### Controvérsia
Em fevereiro 2005, Cussler processou Philip Anschutz, o produtor do filme Sahara, por não ter sido consultado quanto ao roteiro do filme. Cussler diz que seu "controle absoluto" inicial sobre a adaptação do livro para o cinema foi comprometido e isto contribuiu para seu fracasso financeiro. O advogado de Anschutz acredita que o comportamento de Cussler teve um papel importante na performance do filme. Diz: "É uma grande presunção que Cussler pegue 10 milhões de dólares para fazer um filme e dê fim à franquia."

## Obras (parcial)

### Série Aventuras de Dirk Pitt
1. Pacific Vortex (1983) em Portugal: Pacífico (Saída de Emergência, 2011)
2. The Mediterranean Caper (1973) no Brasil: Um Fantasma no Mediterrâneo (Record, 1992) / em Portugal: Mediterrâneo (Saída de Emergência, 2010) ISBN 9789896372088
3. Iceberg (1975) no Brasil: (Record, 1992) em Portugal: Iceberg (Saída de Emergência, 2012)
4. Raise the Titanic (1976) no Brasil: Resgatem o Titanic! (Record, 1985) / em Portugal: Recuperem o Titanic! (Círculo de Leitores, 1981)
5. Vixen 03 (1978) A Chantagem do Vixen 03 no Brasil: (Record, 1979) e em Portugal: A Chantagem do Vixen (Círculo de Leitores, 1982)
6. Night Probe (1981) no Brasil: Terror nos Mares (Geração Editorial, 2007) / em Portugal: Exploração Nocturna, (Círculo de Leitores, 1983)
7. Deep Six (1984) no Brasil: Inferno no Mar (Best Seller, ?) / em Portugal: A Morte que Veio do Mar (Europa-América, 1986)
8. Cyclops (1986) e no Brasil: (Best Seller, 1995)
9. Treasure (1988) no Brasil: O Tesouro de Alexandria (Best Seller, ?)
10. Dragon (1990)
11. Sahara (1992) em Portugal: Sahara (Saída de Emergência, 2014)
12. Inca Gold (1994) no Brasil: Ouro Inca (Best Seller, 1997) / em Portugal: Ouro Inca (Edições Temas da Actualidade, 1995) ISBN 9727480586
13. Shock Wave (1996) no Brasil: Choque Mortal (Best Seller, 1997)
14. Flood Tide (1997) no Brasil: Ondas da Morte (Best Seller, 1998)
15. Atlantis Found (1999) no Brasil: Morte na Atlântida (Geração Editorial, 2001)
16. Valhalla Rising (2001)
17. Trojan Odyssey (2003)
18. Black Wind * (2004)
19. Treasure of Khan * (2006)
20. Arctic Drift * (2008)
21. Crescent Dawn * (2010)  no Brasil: A Conspiração (Novo Conceito, 2013)
22. Poseidon's Arrow * (2012)
23. Havana Storm * (2014)
24. Odessa Sea * (2016)
25. Celtic Empire * (2019) em Portugal: Império Celta (Saída de Emergência, 2022)
26. The Devil's Sea * (2021)

(*) livros sinalizados em coautoria com o filho Dirk Cussler.

### Série NUMAFiles
1. Serpent × (1999) em Portugal: Serpente, Saída de Emergência, 2008, ISBN 9789896370428
2. Blue Gold × (2000) em Portugal: Ouro Azul, Saída de Emergência, 2008, ISBN 9789896370436
3. Fire Ice × (2002) em Portugal: Gelo Ardente, Saída de Emergência, 2008, ISBN 9789896370541
4. White Death × (2003) em Portugal: Morte Branca, Saída de Emergência, 2009, ISBN 9789896371135
5. Lost City × (2004) em Portugal: Cidade Perdida, Saída de Emergência, 2007, ISBN 9789896370053
6. Polar Shift × (2005) em Portugal: Desvio Polar, Saída de Emergência, 2009, ISBN 9789896370015
7. The Navigator × (2007) em Portugal: O Navegador, Saída de Emergência, 2019, ISBN 9789897731501
8. Medusa × (2009) em Portugal: Medusa, Saída de Emergência, 2012, ISBN 9789896374365
9. Devil's Gate (2011) em Portugal: Inferno nos Açores, Saída de Emergência, 2013, ISBN 9789896374808
10. The Storm † (2012) em Portugal: A Tempestade, Saída de Emergência, 2020, ISBN 9789897731914
11. Zero Hour † (2013) em Portugal: Hora Zero, Saída de Emergência, 2021, ISBN 9789897733864
12. Ghost Ship † (2014) em Portugal: O Navio Fantasma, Saída de Emergência, 2018, ISBN 9789897731334
13. The Pharaoh's Secret † (2015) em Portugal: O Segredo do Faraó, Saída de Emergência, 2017, ISBN 9789897730481
14. Nighthawk † (2017) em Portugal: O Falcão da Noite, Saída de Emergência, 2018, ISBN 9789897731020
15. The Rising Sea † (2018) em Portugal: Mar Revolto, Saída de Emergência, 2019, ISBN 9789897731761
16. Sea of Greed † (2018) em Portugal: Mar de Ganância, Saída de Emergência, 2020, ISBN 9789897733420
17. Journey of the Pharaohs † (2020) em Portugal: Jornada dos Faraós, Saída de Emergência, 2021, ISBN 9789897734168
18. Fast Ice † (2021) em Portugal: Operação Gelo Permanente, Saída de Emergência, 2021, ISBN 9789897734489
19. Dark Vector † (2022) em Portugal: Vetor Negro, Saída de Emergência, 2022
20. Clive Cussler's Condor's Fury (2023), Graham Brown

(×) livros sinalizados em coautoria com Paul Kemprecos.

(†) livros sinalizados em coautoria com Graham Brown.

### Série As Aventuras dos Fargo
1. Spartan Gold ^ (2009)
2. Lost Empire ^ (2010)
3. The Kingdom ^ (2011) no Brasil: O Reino (Novo Conceito, 2012)
4. The Tombs ╛ (2012)
5. The Mayan Secrets ╛ (2013)
6. The Eye of Heaven ** (2014)
7. The Solomon Curse ** (2015)
8. Pirate § (2016)
9. The Romanov Ransom § (2017)
10. The Gray Ghost § (2018)
11. The Oracle § (2019)
12. Wrath of Poseidon § (2020)
13. The Serpent's Eye (a publicar, 2022) (escrito por Robin Burcell)

(^) livros sinalizados em coautoria com Grant Blackwood.

(╛) livros sinalizados em coautoria com Thomas Perry.

(**) livros sinalizados em coautoria com Russell Blake.

(§) livros sinalizados em coautoria com Robin Burcell.

### Série Isaac BellAdventures
1. The Chase (2007) A Caçada (Novo Conceito, 2013)
2. The Wrecker ‖ (2009)
3. The Spy ‖ (2010) O Espião (Novo Conceito, 2012)
4. The Race ‖ (2011)
5. The Thief ‖ (2012)
6. The Striker ‖ (2013)
7. The Bootlegger ‖ (2014)
8. The Assassin ‖ (2015)
9. The Gangster ‖ (2016)
10. The Cutthroat ‖ (2017)
11. The Titanic Secret <> (2019)
12. The Saboteurs <> (2021)

(‖) livros sinalizados em coautoria com Justin Scott.

(<>) livros sinalizados em coautoria com Jack Du Brul.